# Dondușeni
Dondușeni est une ville du nord de la Moldavie. Elle est le siège du raion de Dondușeni. Sa population est estimée à 9 801 habitants en 2004.

## Histoire
Lors du recensement de 1930, la localité, alors un village, est connue sous le nom de Dondoșani-Gară et possède une population de 953 habitants. Elle faisait partie du Plasa Climăuți du comté Soroca (en).
| Répartition ethnique                 |                     |                     |
| Groupe ethnique                      | Recensement de 1930 | Recensement de 2004 |
| Moldaves (Roumains et roumanophones) | 338                 | 6 495               |
| Ruthéniens (Ukrainiens)              | 42                  | 2 055               |
| Russes                               | 280                 | 1 146               |
| juifs bessarabiens (en)              | 277                 | 12                  |
| bulgariens bessarabiens (en)         | 1                   | 17                  |
| Gagaouzes                            | -                   | 12                  |
| Polonais                             | 13                  | 7                   |
| Gypsies                              | -                   | 1                   |
| Allemands                            | 1                   | 56                  |
| Serbes, Croates, Slovènes            | 1                   | 56                  |
| Autres                               | -                   | 56                  |
| Total                                | 953                 | 9,801               |

| Langues               |                     |                     |
| Langue                | Recensement de 1930 | Recensement de 2004 |
| Roumain               | 340                 | N/A                 |
| Yiddish               | 270                 | N/A                 |
| Russe                 | 196                 | N/A                 |
| Ukrainien             | 138                 | N/A                 |
| Polonais              | 7                   | N/A                 |
| Allemand              | 1                   | N/A                 |
| Serbo-croate, Slovene | 1                   | N/A                 |
| Total                 | 953                 | 9 801               |